# Ciência exata

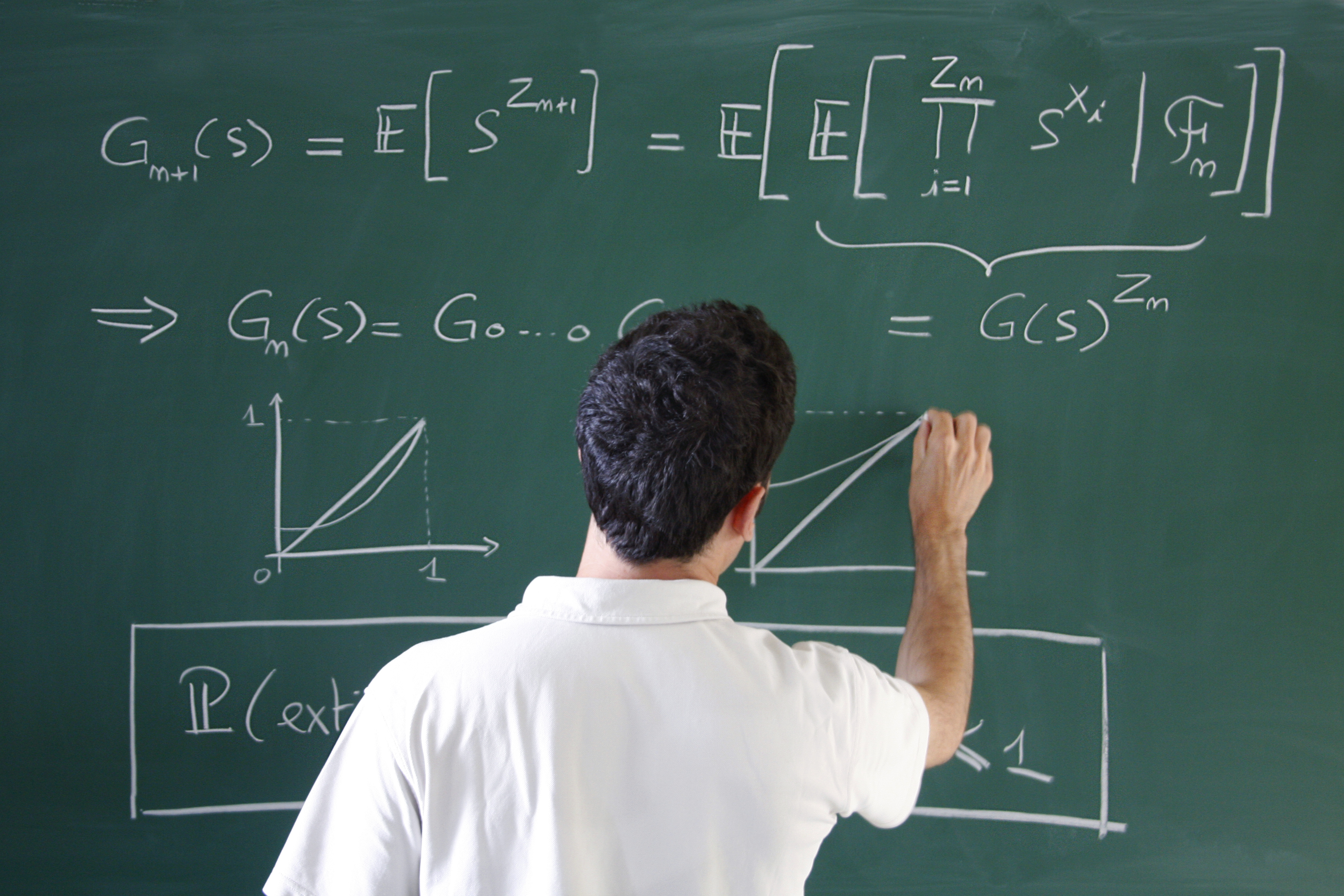
A matemática é um elo essencial entre as ciências exatas.

Uma ciência exata (AO 1945: ciência exacta), também chamada de ciências matemáticas exatas, é qualquer campo da ciência capaz de determinar expressões quantitativas, predições precisas baseadas em analises e métodos rigorosos de testar hipóteses, especialmente os experimentos reprodutíveis envolvendo predições e medições quantificáveis. Podemos citar como exemplo a Matemática, Física, Engenharia, Química, Estatística e Ciência da Computação.
O termo implica uma dicotomia entre esses campos e outros, como as ciências humanas, que possuem um caráter menos preciso. Termos relacionados, mas não equivalentes, são ciências duras e ciências puras.
As ciências exatas nasceram no início do século XVII na Europa Ocidental. Baseiam-se na observação aprofundada dentro de um quadro temático restrito ou previamente definido, uma abordagem simples e progressiva da modelização e, sobretudo, do uso sistemático de uma lógica reducionista no sentido de manter apenas os dados e leis necessários e suficientes para explicar os fenômenos observados.
A astronomia, considerada a mais antiga ciência de observação, a matemática, que abriu novos horizontes à abstração a partir da geometria e da aritmética, podem ser considerados precursores das ciências exatas, que se desenvolvem verdadeiramente com as primeiras ciências experimentais, como a física.